# Liu Jing (judoczka)
Liu Jing (ur. 19 lutego 1991) – chińska judoczka.
Startowała w Pucharze Świata w 2013. Brązowa medalistka mistrzostw Azji w 2013 roku. Trzecia na młodzieżowych MŚ w 2006 roku.